# Лиможский троллейбус
Решение о развитии в Лиможе, Французская республика, троллейбусной сети было принято городским муниципалитетом в 1930 году — с целью замены старого трамвая, пришедшего в упадок как технически, так и организационно. В 1943 году первый троллейбус (линия № 2) прошёл от площади Карно до проспекта Бодена. С этого времени и до 1951 года троллейбус постепенно заменял старые трамвайные пути на улицах города, сохраняя траекторию и нумерацию маршрутов. С пуском маршрута № 6 в 1953 году троллейбусная сеть протяжённостью в 26 километров практически приобрела современный вид. В 1954 году Лиможская электрическая трамвайная компания (CTEL) становится Лиможской троллейбусной компанией (CTL). Далее маршруты лишь удлиняются в пригороды, оставаясь неизменными в центральной части города. В 1960-е годы, когда Париж отказался от своего троллейбуса, многие парижские машины продолжали эксплуатироваться в Лиможе.
По состоянию на 2012 год, в городе 32,5 километра электрифицированных линий на пяти троллейбусных маршрутах. Постоянное сетевое напряжение составляет 750 вольт. Троллейбус перевозит 53 процента пассажиров лиможского городского транспорта и обеспечивает одну треть общего километража поездок по городу. В 2018 году Лимож — один из трёх французских городов, оставшихся верными электрическому безрельсовому транспорту, наряду с Лионом и Сент-Этьеном.